# God Is in the TV
God Is in the T.V. es un VHS lanzado por Marilyn Manson. Recopila todos los vídeos musicales de la banda hasta 1999. También ofrece imágenes exclusivas del video de "The Dope Show" y una hora de cortometraje en vivo y el backstage de la gira de Rock is Dead tour.
Se puede apreciar a Matthew McGrory en la cubierta.

## Pistas
| Vídeos musicales |                                                  |          |  |
| N.º              | Título                                           | Duración |  |
| 1.               | «Coma White»                                     |          |  |
| 2.               | «Rock is Dead»                                   |          |  |
| 3.               | «I Don't Like the Drugs (But the Drugs Like Me)» |          |  |
| 4.               | «The Dope Show»                                  |          |  |
| 5.               | «Long Hard Road Out of Hell»                     |          |  |
| 6.               | «Cryptorchid»                                    |          |  |
| 7.               | «Man That You Fear»                              |          |  |
| 8.               | «Tourniquet»                                     |          |  |
| 9.               | «The Beautiful People»                           |          |  |
| 10.              | «Sweet Dreams (Are Made of This)»                |          |  |
| 11.              | «Dope Hat»                                       |          |  |
| 12.              | «Lunchbox»                                       |          |  |
| 13.              | «Get Your Gunn»                                  |          |  |
| 14.              | «The Dope Show» (Descensurado)                   |          |  |

| Concierto en vivo y detrás del escenario |                                                  |          |  |
| N.º                                      | Título                                           | Duración |  |
| 1.                                       | «Inauguration of the Mechanical Christ»          |          |  |
| 2.                                       | «The Reflecting God»                             |          |  |
| 3.                                       | «Antichrist Superstar»                           |          |  |
| 4.                                       | «Irresponsible Hate Anthem»                      |          |  |
| 5.                                       | «Rock is Dead»                                   |          |  |
| 6.                                       | «The Dope Show»                                  |          |  |
| 7.                                       | «Lunchbox»                                       |          |  |
| 8.                                       | «I Don't Like the Drugs (But the Drugs Like Me)» |          |  |
| 9.                                       | «The Speed of Pain»                              |          |  |
| 10.                                      | «Spine of God» (con Monster Magnet)              |          |  |
| 11.                                      | «Sweet Dreams» (con Hell Outro)                  |          |  |
| 12.                                      | «Rock N Roll Nigger»                             |          |  |

## Créditos
- Marilyn Manson - vocalistas, guitarra, flauta de Pan
- Twiggy Ramirez - bajo
- Pogo - teclados
- Ginger Fish - batería
- John 5 - guitarra

## Relanzamiento
Manson declaró en noviembre del 2005 que estaba interesado en el restablecimiento del relanzamiento de God Is in the T.V., y su predecesor Dead to the World, ambos en DVD. Pero nada ha surgido hasta ahora.